# Silicon Integrated Systems
Pour les articles homonymes, voir SiS.
Silicon Integrated Systems (abrégé SiS) est une entreprise taïwanaise fondée en 1987, produisant entre autres des chipsets d'écran tactile.

## Exemples
La Livebox[Lesquelles ?], par exemple, utilise le chipset SiS163 pour le dongle Wi-Fi WLG-1500. 
SiS a également développé un chipset multimédia pour la Xbox 360.